# Evergreen (canción de Hitomi Takahashi)
«Evergreen» es el segundo sencillo de la cantante japonesa Hitomi Takahashi, lanzado al mercado el día 10 de agosto del año 2005 bajo el sello gr8! records.

## Detalles
Tras el exitoso debut de Hitomi con su primer sencillo "Bokutachi no Yukue", obteniendo ventas superiores a las 300 mil copias y el primer lugar de las listas de Oricon, cuando "evergreen" debutó en el puesto n.º 22 de las listas semanales y vendió sólo 30 mil copias se le consideró un fracaso. Si el sencillo debut de Hitomi fue más orientado al Rock/Pop, este tiene más apariencia de J-Rock mezclado con Rock pop, arreglado por Hidenori Tanaka. Es una melodía mucho más suave y apacible que su primer sencillo, y la misma Hitomi toma participación en la escritura de las letras del tema; puede incluso considerársele una balada rock. El tema b-side del sencillo, "Boukensha" (Aventurera), tiene más influencias de ritmos Pop punk.
"evergreen", que en español se refiere los árboles o plantas de hoja perenne, tiene más significado si se traduce como Duradero o Inmortal. Las letras tratan sobre, a pesar de que el tiempo pase, un recuerdo en especial no va a morir sin importar las circunstancias.

## Canciones
1. «evergreen»
2. «Boukensha» (冒険者?)
3. «evergreen» -Instrumental-
4. «Boukensha» (冒険者?) -Instrumental-

- Datos: Q3266723